# Shenshou lui
Shenshou lui è un mammaliaforme estinto, appartenente agli euaramiidi. Visse nel Giurassico superiore (Oxfordiano, circa 160 milioni di anni fa) e i suoi resti fossili sono stati ritrovati in Cina.

## Descrizione
Questo animale doveva assomigliare a uno scoiattolo, sia come aspetto che come dimensioni. Possedeva una struttura corporea leggera, una lunga coda probabilmente prensile e mani e piedi specializzati nell'afferrare. Shenshou era inoltre dotato di grandi incisivi, di premolari e di molari di piccole dimensioni e di un pattern di occlusione dentale simile a quello dei multitubercolati. Differiva dall'assai simile Qishou in alcune caratteristiche degli incisivi e nel minor numero di cuspidi presenti sui molari. Si suppone che l'animale in vita pesasse circa 300 grammi. L'orecchio medio era dotato di tre ossicini come quello dei mammiferi veri e propri, anche se Shenshou non era un vero mammifero e questa caratteristica era dovuta a convergenza evolutiva.

## Classificazione
Shenshou era un membro degli euaramiidi (Euharamiyida), un gruppo di mammaliaformi molto simili ai mammiferi ma estintisi nel corso del Cretaceo. In particolare, sembra che Shenshou fosse un membro relativamente basale di questo gruppo, e che insieme all'affine Qishou facesse parte della famiglia Shenshouidae, comprendente euaramiidi dotati di un pattern di occlusione dei molari simile a quello dei multitubercolati. Shenshou lui venne descritto per la prima volta nel 2014, sulla base di resti fossili ritrovati nella formazione Tiaojishan nel Liaoning, in Cina.

## Paleoecologia
Si ritiene che Shenshou fosse un animale arboricolo a causa della coda prensile e delle zampe adatte ad afferrare e ad arrampicarsi. Probabilmente era un animale onnivoro: l'elevato numero di cuspidi dentarie indica che questo animale doveva nutrirsi di frutta, semi e insetti.